# Ari Sigit
Ari Sigit, de nombre completo Ari Wibowo Haryo Hardjojudanto (3 de noviembre de 1970), es un cantante y empresario indonesio, nieto del expresidente Suharto.

## Biografía
Es hijo mayor de tres hermanos y de los socios Ilsye Sigit Hardjojudanto y Ratnawati Aneke, comenzó primeramente a dedicarse a los negocios a partir de los años 1990. El primer proyecto que empezó fue manejar un edificio de oficinas de la alcaldía municipal de Yakarta. Después de eso, su negocio se extendió a varios sectores en el marco del grupo de control de Arha, una extensión de la Harjo Ari. Algunas áreas que se registraron de Ari no se cultivaba todavía en la construcción, el comercio, los distribuidores, la propiedad, entretenimiento, medicina, bebidas alcohólicas, hasta que los nidos de golondrina. Cuando su abuelo aún estaba en el poder, su hermano Eno Sigit empezó a conseguir fácilmente en unos pocos proyectos que eran monopolios, como el negocio de bebidas alcohólicas y los nidos de golondrina. De hecho, Ari tenía una idea para construir un espectacular puente que conecta el estrecho de Sunda, Java, Sumatra. Lamentablemente, este plan de proyecto se vio interrumpido por la crisis económica que atravesaba Indonesia.

## Educación
Ari Sigit empezó la escuela en Londres a mediados del 3.er grado de secundaria, y finalmente se graduó en una empresa y en el departamento de la American University en Londres.

## Su carrera como cantante
Ari Sigit grabado dos álbumes. Su esposa en el momento, Maya, también estaba involucrada en la realización del álbum. Algunas de las canciones de su álbum, su esposa también canta. Su primer álbum de Ari que lanzó se titulaba Can (1996 Kan volver), se había promocionado en una gran medida en la radio y la televisión, incluso en el Darling o del mercado informal.